# Ana Márquez
Ana Laura Márquez Esteban (* 3. November 1986) ist eine professionelle spanische Pokerspielerin.

## Persönliches
Márquez wuchs in Málaga auf und zeigte früh ein Interesse in Ägyptologie. Sie studierte Geschichte mit Nebenfach Wirtschaft an der American University in Washington, D.C. und schrieb ihre Bachelorarbeit über die Geschichte des Pokerspiels ab den 1970er-Jahren. Márquez führte eine Beziehung mit dem US-amerikanischen Pokerspieler Bryn Kenney und dem österreichischen Pokerspieler Thomas Mühlöcker.

## Pokerkarriere
Márquez begann während ihres Studiums mit Poker und spielte anfangs täglich Cash Games in Atlantic City. Sie spielt auf der Onlinepoker-Plattform PokerStars unter dem Nickname WNDRWMN23 und war bei Full Tilt Poker als nyx86 anzutreffen. Darüber hinaus nutzt sie bei 888poker und GGPoker ihren echten Namen. Márquez war Mitglied des Team PokerStars und Team 888poker, ehe sie 2022 zu Americas Cardroom wechselte.
Ihre erste Geldplatzierungen bei Live-Turnieren erzielte die Spanierin ab Juni 2009 bei Deepstack-Turnieren im Venetian Resort Hotel am Las Vegas Strip. Márquez belegte im Januar 2011 beim Main Event des PokerStars Caribbean Adventures (PCA) auf den Bahamas den zehnten Platz und erhielt ein Preisgeld von 155.000 US-Dollar. Im Juni 2011 war sie erstmals bei der World Series of Poker (WSOP) im Rio All-Suite Hotel and Casino am Las Vegas Strip erfolgreich und kam bei zwei Turnieren der Variante No Limit Hold’em, u. a. der Ladies Championship, in die Geldränge. Ende September 2012 wurde Márquez bei der in Cannes ausgetragenen World Series of Poker Europe Zweite bei einem Event in Pot Limit Omaha für mehr als 50.000 Euro Preisgeld. Im Februar 2013 platzierte sie sich bei zwei Turnieren des L.A. Poker Classic in Los Angeles in den Geldrängen und belegte den 20. Rang beim Main Event der World Poker Tour sowie einen dritten Platz bei einem Side-Event für Preisgelder von knapp 100.000 US-Dollar. Ende Juni 2013 gewann Márquez die Hollywood Poker Open und sicherte sich eine Siegprämie von mehr als 320.000 US-Dollar. Mitte Januar 2014 landete sie beim PCA High Roller auf dem 22. Platz und erhielt rund 65.000 US-Dollar. Anfang März 2018 gewann Márquez das High Roller des 888poker Live Festivals in Bukarest mit einer Siegprämie von 26.080 Euro. Bei der WSOP 2018 wurde sie bei einem Hold’em-Event Sechste für knapp 70.000 US-Dollar. Im Jahr darauf belegte sie beim Millionaire Maker der WSOP 2019 den zehnten Platz und erhielt knapp 100.000 US-Dollar. Anfang Juli 2019 wurde Márquez beim Main Event der partypoker Live Millions Vegas im Aria Resort & Casino am Las Vegas Strip Dritte und erhielt ihr bisher höchstes Preisgeld von 445.000 US-Dollar.
Insgesamt hat sich Márquez mit Poker bei Live-Turnieren mehr als 2 Millionen US-Dollar erspielt.